# Xchm
xCHM là chương trình giao diện đồ hoạ nguồn mở cho thư viện CHMLIB (dùng để xem file CHM—một dạng file HTML tổng hợp, chuyên dụng trong Microsoft Windows). Nó được biên dịch để chạy trên Linux, BSD, Mac OS X và Windows. Các bản biên dịch sẵn cho Mac OS X và Microsoft Windows thường được sẵn sàng tải về miễn phí từ trang dự án.
xCHM là phần mềm tự do.

## Các chương trình khác với chức năng tương tự
- Nguồn mở
  - CHM Tools Lưu trữ ngày 29 tháng 6 năm 2008 tại Wayback Machine
  - GnoCHM
  - KchmViewer (Dựa trên Qt/KDE)
- Không miễn phí
  - Chm Maker
  - Microsoft Help Compiler
  - Help & Manual
  - FAR HTML Lưu trữ ngày 20 tháng 7 năm 2008 tại Wayback Machine
  - PowerCHM